# Liquid Entertainment
Liquid Entertainment — бывший американский независимый разработчик видеоигр, базировавшийся в Пасадине штата Калифорния. Компания была основана в апреле 1999 года Эдом Дель Кастильо и Майклом Греем Фордом.

## Информация
Liquid Entertainment была основана в апреле 1999 года Эдом Дель Кастильо и Майклом Грейфордом.
Первой игрой компании стала Battle Realms, опубликованная Crave Entertainment и Ubisoft в ноябре 2001 года. Battle Realms — это стратегия в реальном времени для Windows. Действие игры разворачивается в мире, совмещающем в себе тематику Древней Японии и элементы фэнтези. Также игра имеет дополнение «Winter of Wolf», которое обновляет ее до версии 1.50q, добавляет новые виды войск и кампанию за Клан Волка. Данная игра была хороша оценена рецензентами, но цифры продаж были разочаровывающими. Battle Realms вошла в топ-10 компьютерных игр 2001 года. Winter Of The Wolf была встречена игровым сообществом с большим энтузиазмом; некоторые рецензенты сравнивали её с такими играми, как WarCraft III и Age of Mythology.
С момента выхода Winter Of The Wolf, Liquid Entertainment разработала две стратегии в реальном времени на основе лицензий на интеллектуальную собственность: в ноябре 2003 года Sierra Entertainment выпустила The Lord of the Rings: War of the Ring на основе лицензии Vivendi Universal на литературные произведения Толкина, а в октябре 2005 года Atari опубликовала Dungeons & Dragons PC game Dragonshard. Dragonshard был переиздан на GOG.com.
Следующая игра, Rise of the Argonauts, выпущенная в декабре 2008 года и опубликованная Codemasters, является греческой мифологической ролевой игрой для Windows, PlayStation 3 и Xbox 360, которая была очень плохо принята за её технические проблемы, производное художественное направление и повторяющийся геймплей. В 2011 году Sega опубликовала вторую консольную игру компании для Xbox 360 и PS3, Thor: God of Thunder, которая совпала с выходом фильма Marvel Studios "Тор" в мае 2011 года.
В 2012 году компания перешла на разработку казуальных игр для Facebook. Это InstantJam, музыкальная ритм-игра для Facebook, Deadline Hollywood -  игра, основанная на популярном блоге Hollywood News и Dungeons and Dragons: Heroes of Neverwinter, пошаговая стратегическая игра, опубликованная Atari на Facebook.
Позже в 2013 и 2014 годах они продолжили свою деятельность в мобильных играх с такими названиями, как Karateka, Cuddle Pets, Paper Galaxy и Max Steel. К концу 2014 года компания решила сократить свою деятельность до положения холдинговой компании и консалтинговой компании; продать некоторые из своих холдингов, лицензировать некоторые из своих технологий, а остальные сохранить для будущих возможностей.
Однако, в связи с кризисом, 23 июля 2018 года, компания была ликвидирована.

## Игры
- Battle Realms (2001), издатели Crave Entertainment и Ubisoft
- Battle Realms: Winter of the Wolf (2002), издатели Crave Entertainment и Ubisoft
- The Lord of the Rings: War of the Ring (2003), издатель Sierra Entertainment
- Dungeons & Dragons: Dragonshard (2005), издатель Atari
- Desperate Housewives: The Game (2006), издатель Buena Vista Games
- Rise of the Argonauts (2008), издатель Codemasters
- Thor: God of Thunder (2011), издатель Sega
- Instant Jam: Facebook (2012), издатель GarageGames
- Deadline Hollywood: The Game (2012), издатель Paramount Digital Entertainment
- Dungeons and Dragons: Heroes of Neverwinter (2012), издатель Atari
- Karateka (2013), издатель Karateka, LLC
- Cuddle Pets (2013), издатель Digital Capital
- Paper Galaxy (2014), издатель Liquid Entertainment, LLC
- Max Steel (2014), издатель Mattel